# Voi ma mút phương nam
Voi ma mút phương nam, tên khoa học Mammuthus meridionalis, là một loài voi ma mút đã tuyệt chủng.

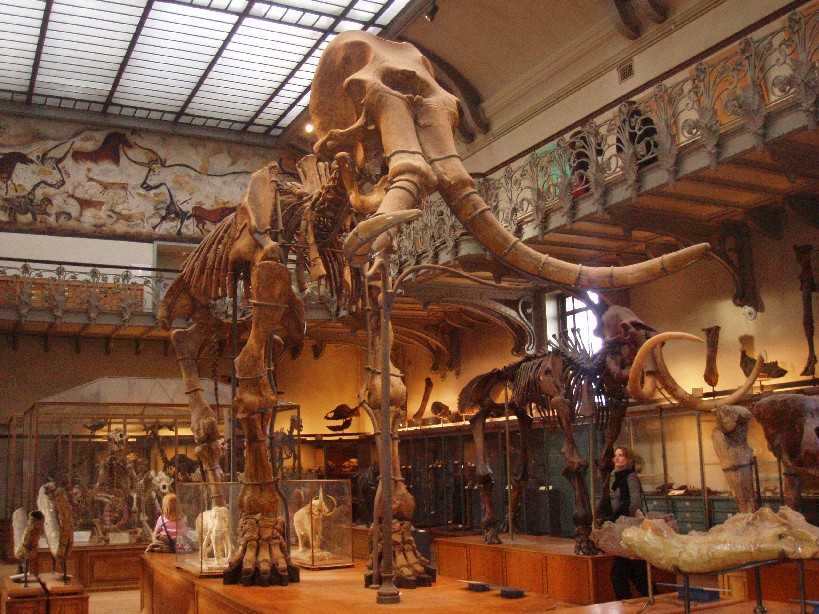
Bộ xương Mammuthus meridionalis, Muséum national d'histoire naturelle, Paris.

Với chiều cao khoảng 4,50 m (15 ft), M. meridionalis là một trong những loài có vòi lớn nhất đã từng sinh sống trên Trái Đất, cùng với voi ma mút thảo nguyên và sớm hơn là Deinotherium trong thế Miocen. M. meridionalis là một trong những loài voi ma mút đầu tiên và tương tự như một con voi châu Á lớn với các ngà lớn hơn. Nó cũng có thể là tổ tiên của các loài xuất hiện muộn hơn, chẳng hạn voi ma mút lông xoăn (Mammuthus primigenius).

## Hình ảnh

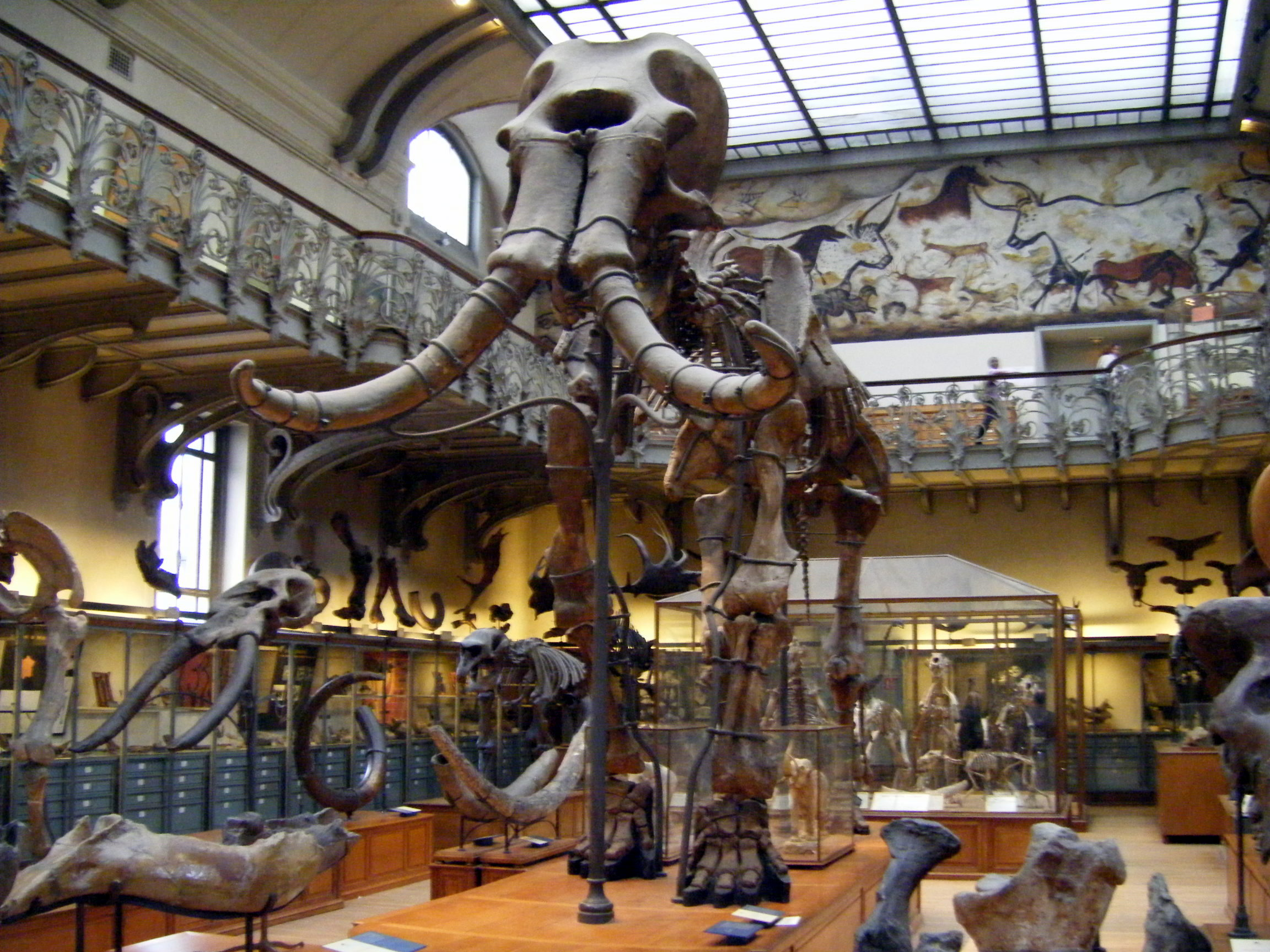
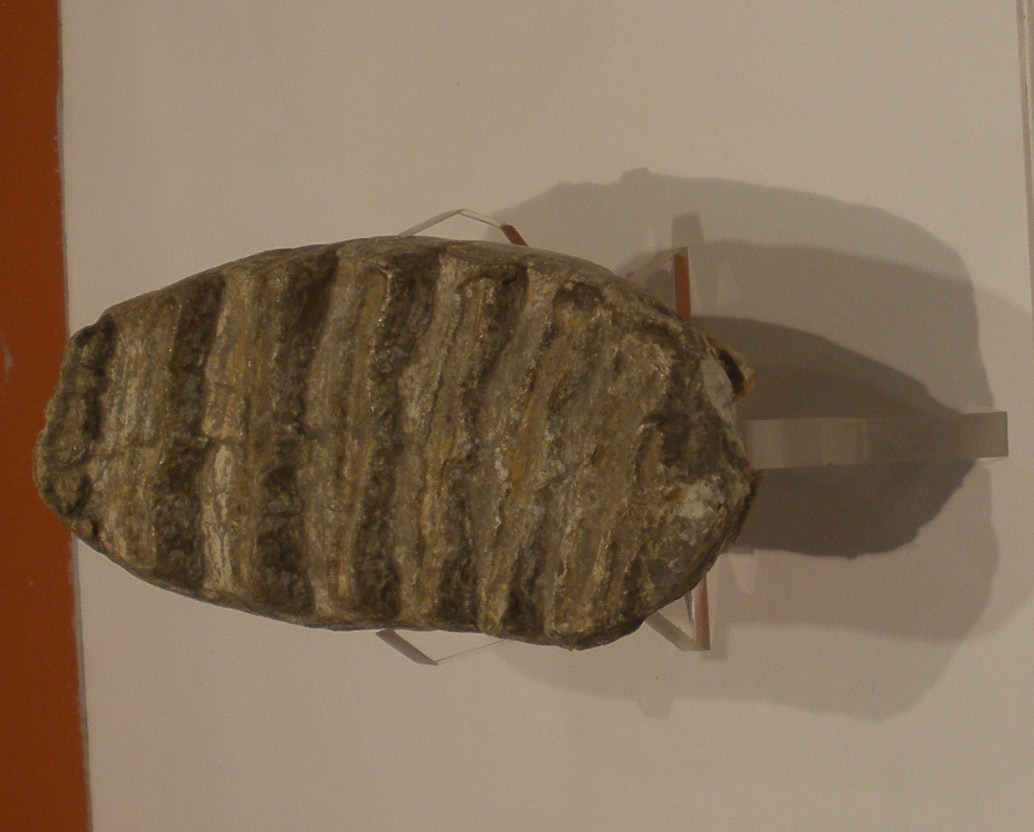
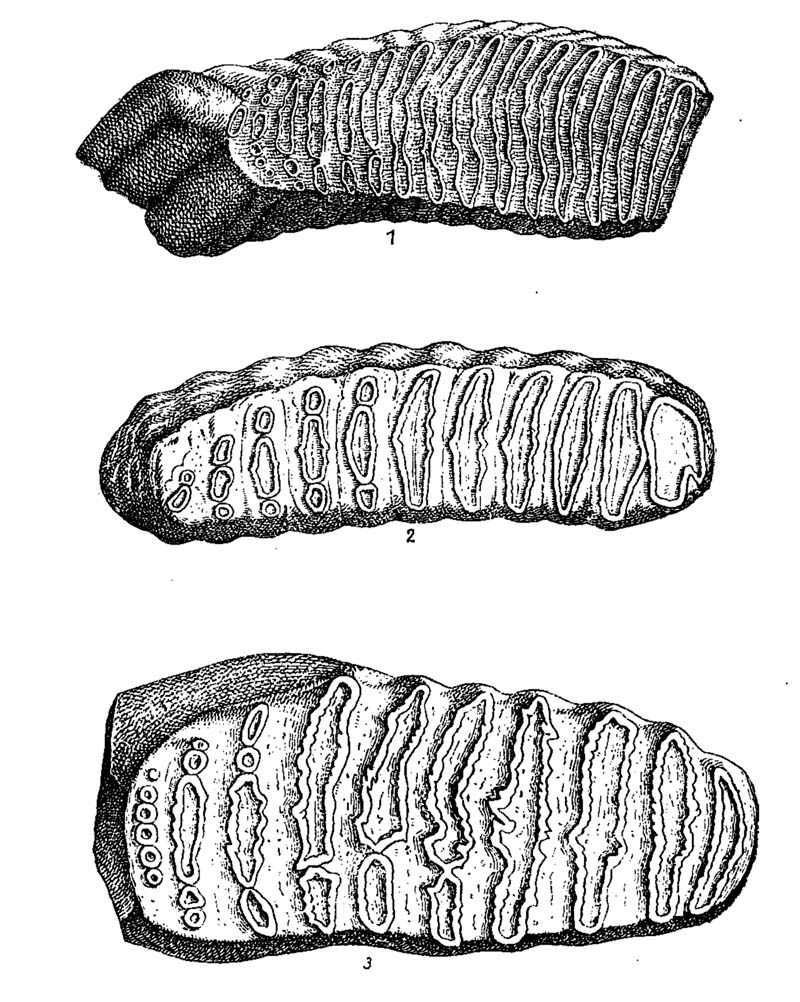